# Техи
Техи (груз. ტეხი) или Таху (абх. Таху) — село в в Абхазии, в Гулрыпшском районе частично признанной Республики Абхазия, согласно административному делению Грузии — в Гульрипшском муниципалитете Абхазской Автономной Республики, недалеко от долины реки Кодор.

## Население
В 1959 году в селе Техи жило 114 человек, в основном армяне (в Ганахлебском сельсовете в целом — 1665 человек, в основном грузины и армяне). В 1989 году в селе постоянные жители отсутствовали.